# Championnats d'Amérique du Sud d'athlétisme 1937
Navigation
Édition précédente Édition suivante
Les 10e Championnats d'Amérique du Sud d'athlétisme ont eu lieu en 1937 à São Paulo.

## Résultats

### Hommes
| Épreuves                | Or                                    | Argent                               | Bronze                                 |
| ----------------------- | ------------------------------------- | ------------------------------------ | -------------------------------------- |
| 100 mètres              | José de Assis (BRA) 10 s 6            | José Ferraz (BRA) 10 s 8             | Roberto Cavanna (ARG) ? s              |
| 200 mètres              | Carlos Hoffmeister (ARG) 21 s 6       | Aloisio Queiroz Telles (BRA) 21 s 7  | Roberto Cavanna (ARG) ? s              |
| 400 mètres              | Antônio Damaso (BRA) 50 s 0           | Roberto González (ARG) 50 s 1        | Ciro de Andrade (BRA) 50 s 1           |
| 800 mètres              | Inocencio Di Pino (ARG) 1 min 56 s 2  | Roberto Gregg (ARG) 1 min 56 s 4     | Floriano de Souza (BRA) ? min          |
| 1 500 mètres            | Néstor Gomes (BRA) 4 min 04 s 4       | Floriano de Souza (BRA) 4 min 08 s 6 | Luis Elorga (ARG) 4 min 10 s 6         |
| 3 000 mètres            | Ubaldo Ibarra (ARG) 8 min 53 s 6      | Carmelo Di Gaeta (URU) 8 min 54 s 6  | Néstor Gomes (BRA) 8 min 54 s 6        |
| 5 000 mètres            | Roger Ceballos (ARG) 15 min 41 s 8    | Ubaldo Ibarra (ARG) 15 min 52 s 8    | Mário de Oliveira (BRA) 16 min 23 s 4  |
| 10 000 mètres           | Mário de Oliveira (BRA) 33 min 02 s 6 | Ubaldo Ibarra (ARG) 33 min 56 s 8    | José dos Santos (BRA) ? min            |
| 20 miles                | Saturnino Cuello (ARG) 2 h 07 min 35  | José Farías (PER) 2 h 11 min 21      | Genésio da Silva (BRA) 2 h 14 min 30   |
| 110 mètres haies        | Juan Lavenás (ARG) 15 s 2             | Darcy Guimarães (BRA) 15 s 3         | Alfredo Mendes (BRA) ? s               |
| 400 mètres haies        | Roberto González (ARG) 55 s 2         | Darcy Guimarães (BRA) 56 s 1         | Guillermo Sayán (PER) ? s              |
| Saut en hauteur         | Julio Mera (PER) 1,85 m               | José Castro (PER) 1,85 m             | Alfredo Mendes (BRA) 1,85 m            |
| Saut à la perche        | Walter Rehder (BRA) 3,90 m            | Lúcio de Castro (BRA) 3,90 m         | Luís Taliberti (BRA) 3,80 m            |
| Saut en longueur        | Márcio de Oliveira (BRA) 7,37 m       | João Rehder Netto (BRA) 7,31 m       | Gualberto Castilla (URU) 6,94 m        |
| Triple saut             | João Rehder Netto (BRA) 14,59 m       | Néstor Tenorio (ARG) 14,56 m         | Carlos Pinto (BRA) 14,28 m             |
| Lancer de poids         | Carmine Di Giorgio (BRA) 14,14 m      | Héctor Berra (ARG) 14,04 m           | Rodolfo Butori (ARG) 13,78 m           |
| Lancer du disque        | Antônio Giusfredi (BRA) 44,32 m       | Bento Barros (BRA) 42,10 m           | Argos Fiaccadori (ARG) 41,25 m         |
| Lancer du marteau       | Assis Naban (BRA) 51,39 m             | Federico Kleger (ARG) 48,85 m        | Juan Fusé (ARG) 48,38 m                |
| Lancer du javelot       | Luís Pagliari (BRA) 55,47 m           | João Vizzone (BRA) 53,62 m           | Juan Urbán (ARG) 52,40 m               |
| Décathlon               | João Rehder Netto (BRA) 6 260 points  | Pedro Furné (ARG) 6 139 points       | José de Souza Filho (BRA) 6 015 points |
| Relais 4 × 100 mètres   | Argentine 42 s 5                      | Brésil 42 s 6                        | Pérou ? s                              |
| relais 4 × 400 mètres   | Brésil 3 min 20 s 6                   | Argentine 3 min 20 s 8               | Uruguay ? min                          |
| 3 000 mètres par équipe | Brésil                                | Argentine                            | Uruguay                                |
| Cross-country           | Raúl Ibarra (ARG) 57 min 45 s 2       | José Farías (PER) 59 min 09 s 8      | Eugenio Andrade (BRA) 59 min 48 s 0    |

### Femmes
Les épreuves féminines ne débuteront pas avant 1939.

## Tableau des médailles
| Rang | Nation    | Or | Argent | Bronze | Total |
| ---- | --------- | -- | ------ | ------ | ----- |
| 1    | Brésil    | 14 | 10     | 12     | 36    |
| 2    | Argentine | 9  | 10     | 7      | 26    |
| 3    | Pérou     | 1  | 3      | 2      | 6     |
| 4    | Uruguay   | 0  | 1      | 3      | 4     |

Le Brésil marque donc 152 points, l'Argentine 104 points et le Pérou finit 3e avec 27 points.